# 捐納
捐納，又稱捐官、捐輸、捐例、貲選、開納，是中國、越南古代政府為彌補財政困難，允許士民向國家捐納錢糧以取得爵位官職的一種方式，屬於賣官的一種形式。另有罪犯贖刑、捐贖的規定。

## 中國

### 秦代
- 戰國時期即有捐納制度，《商君書》去強篇：「粟爵粟任則國富。」靳令篇：「民有餘糧，使民以粟出官爵。官爵必以其力，則農不怠。」
- 前243年，秦始皇成爲秦王的第四年，秦國發生蝗災、瘟疫，令「百姓內粟千石，拜爵一級」。[1]
- 秦始皇曾下令，准許富商烏氏倮與封君並列，與大臣一同上朝。[2][3]

### 漢代
- 始於漢惠帝六年（前189年），《漢書》惠帝本紀：「令民得卖爵。」
- 漢文帝採納晁錯建議，令民以爵換粟，可得上造、五大夫、大庶長等爵位，使天下入粟於邊[4]。
- 漢景帝時發生旱災，「復修賣爵令」。
- 漢武帝令「吏得入粟補官，郎至六百石」，桑弘羊請「令民得入粟補官」，名曰「株送徒」，入財者得補郎。
- 東漢安帝永初三年（109年），天下水旱，用度不足，三公奏請，令吏人入穀得關內侯。
- 東漢桓帝延熹四年（161年），占賣關內侯、虎賁、羽林、緹騎營士、五大夫錢各有差。
- 東漢靈帝光和元年（178年），初開西邸賣官，自關內侯、虎賁、羽林入錢各有差。私令左右賣公、卿，公千万，卿五百万。
- 中平四年（187年），卖关内侯，假金印紫绶，入钱五百万。开鸿都门，榜卖官爵，公卿、州郡下至黄绶各有差。富者先付钱，贫者到任後加倍支付。

### 西晉南北朝
- 西晉司隸校尉劉毅說：桓、靈賣官錢入官庫，晉武帝賣官錢入私門[5]。
- 北魏孝明帝孝昌二年（526年），承丧乱之後，仓廪虚罄，遂班入粟之制：输粟八千石赏散侯，六千石散伯，四千石散子，三千石散男[6]。

### 唐代
- 唐太宗貞觀十五年（641年）設「置公廨本钱，以诸州令史主之，号『捉钱令史』。所主才五万钱，以下市肆贩易，月纳息钱四千，岁满授官。文武职事三品以上给亲事、帐内。以六品、七品子为亲事，以八品、九品子为帐内，岁纳钱千五百，谓之品子课钱。」後廢，貞觀二十二年又復置。唐高宗永徽元年又廢之。
- 唐肅宗至德二年（757年），道士、僧尼可納錢並情願還俗，授官勳邑號。又定納錢十萬文，授與明經出身，未曾讀學、不識文字者加三萬。（安史之亂，軍用不充，權為此制，尋即停罷。）
- 唐憲宗元和十二年（817年），诏「入粟助边，古今通制。有人能於定州纳粟五百石者，放优出身，仍减三选；一千石者，无官便授解褐官，有官者依资授官；二千石者，超两资。如先有出身及官，情愿减选者，每三百石与减一选。」

### 宋代
- 宋神宗熙宁元年（1068年），行入粟补官法，出将作监主簿、助教告敕七十道，由河北安抚司募人入粟。
- 宋徽宗宣和三年（1121年），臣僚乞改用进纳本法，诏：「近东南捕贼，入金粟而补之官，与常平法进纳者异。可如已命毋改。该注亲民官，而有田业在所莅，其毋得注。」
- 南宋高宗紹興二十年（1150年），置力田科，募民往两淮开垦田地。岁收五百石归官庄者，免本户差役；七百石，补进义副尉；至四千石，补进武校尉，並作力田出身。
- 南宋孝宗淳熙二年（1175年），进纳补官请举年及合免举之人，准许纳补授文书，直接赴南省。
- 淳熙七年（1180年），湖南、江西旱伤，立赏格，凡出米振济一千石，补进义校尉，愿补不理选将仕郎者听；二千石，补进武校尉，如係进士，与免文解一次；四千石，补承信郎，如係进士，与补上州文学；五千石，补承节郎，如係进士，补迪功郎。

### 元代
亦有「入粟補官」之制。始於元成宗大德七年。

### 明代
明朝捐纳，從明英宗正統年間開始舉辦捐納。捐納「監捐」取得監生身份的，稱為「例監」。捐納「貢捐」取得貢生身份的，稱為「例貢」。明代成化年始定規則，規定生员納米百石以上，入国子监。军民纳二百五十石，为正九品散官，加五十石，增二级，至正七品止。捐的是監生與文散官（武散官無從六品以下等級），七品散官是無法實補官職的，且為軍民納捐，與清代捐候補正職以及現任官員也捐昇官，有本質上的不同，不該混為一談。

### 清代
清沿襲明制，開例捐、常捐。貢捐、監捐沿明納粟例。
- 順治十二年（1655年），開廩生捐銀，準用貢捐規定。
- 康熙十三年（1674年），三藩之亂爆發，為彌補軍餉不足，實行軍需捐，文职捐官始于此时。至康熙十六年，收銀二百餘萬兩，捐納候補知縣五百餘人。
- 康熙二十年（1680年），收復雲南，停捐。
- 康熙三十一年（1691年），西安、大同饑，開賑災例捐。
- 康熙三十七年（1697年），以永定河大工，開河工例捐。
- 康熙五十一年（1712年），增置通州倉廒，廷議決定開捐。
- 雍正二年（1724年），開阿爾台運米事例。
- 雍正五年（1727年），直隸水災，議興營田，開營田事例。不許捐納道員、知府、同知，准捐通判、知州、知縣及州同、縣丞。
- 雍正十二年（1734年），河南水災，開豫籌糧運例。
- 乾隆帝即位，下詔停捐例，後續辦。停止考職捐。
- 乾隆三年（1738年），令捐納貢監如歲貢例，分別等第，以主簿、吏目考取。
- 乾隆七年（1742年），兩江水災，以京官中、行、評、博以下，外官同知、通判以下開捐。之後兩江、直隸、山東、河南屢生天災，輒許開捐例。
- 乾隆十三年（1748年），用兵大金川，部議運米一石抵捐銀二十五兩納官。
- 乾隆二十六年（1761年），河南水災，開豫工例。
- 乾隆三十九年（1774年），再征金川，復開川運例，貢捐、監捐納入道、府例。明码标价。 ,郎中 (五品官 )银 9600两 ,主事 (六品官 )银 4620两 ,道员 (四品官 )银 16400两 ,知府 (四品官 )银 13300两 ,同知 (五品 )银 6820两 ,知县 (七品 )银 4620两 ,县丞(八品 )银980两。捐纳制度化 ,使得捐纳正式成为一种合法的做官途径。
- 乾隆四十一年（1776年），戶部奏請保舉、考試、試俸、捐免例，列入常捐。
- 乾隆五十八年（1793年），再次以「府庫充盈，並不因停捐稍形支絀」下詔停捐。
- 嘉慶三年（1798年），平定川楚白蓮教，從請開川楚善後事例。定進士，舉人，恩、拔、副、優、歲貢，始許捐納。議定「非正途候補、候選正印人員，亦得遞捐。現任、應補、候選小京官、佐貳，止准以應升之項捐納。」
- 嘉慶十一年（1806年），定捐納道、府，系曾任知府、同知、直隸州知州并州、縣正印等官加捐，及現任京職，堪勝繁缺者，許以繁簡各缺選用。
- 嘉慶十八年（1813年），湖南水災，開衡工例。河南睢州黃河溢，開豫東例。
- 嘉慶二十三年（1818年），河南武陟沁河溢，開武陟例。
- 道光元年（1821年），停捐例。停監捐、貢捐等考職例。
- 道光七年（1827年），黃河決口，重開河南河工例捐。新開順天、兩廣及東三省捐。准貢生捐中書，豫工例中准增、附捐教職。秦豫旱災、東南六省水患、皆藉資捐納。
- 咸豐元年（1851年），停捐例[8]。停止增、附捐教職。新開籌餉例捐。
- 咸豐二年（1852年），頒寬籌軍餉章程。
- 咸豐九年（1859年）後，軍需孔急，捐例繁多，無復限制，仕途蕪雜。
- 同治元年（1862年），整頓為「以虛銜雜職為限」，後籌餉又恢復舊制。
- 同治四年（1865年），改於京銅局統一辦理報捐。各省設局，產生侵貪捐銀、強迫推銷、私自降價促銷之弊[9]。
- 光緒五年（1879年），帝以捐例無補餉需，實傷吏道，明詔停止。
- 光緒十年（1884年），開海防捐，停止或合併各省捐例。在台灣開實官捐。
- 光緒十三年（1887年），河南武陟、鄭州沁、黃河漫決。部議停海防捐，開鄭工捐。
- 光緒十五年（1889年），籌辦海軍，復罷鄭工，開海防新捐。
- 光緒二十六（1900年）、二十七年（1901年），開江寧籌餉，秦、晉實官捐，順直善後賑捐。
- 庚子拳亂後，詔即停止。但報效敘官、舊捐移獎，繼續施行。

#### 清代制度
- 清朝商人捐纳蔚為風氣，所謂「有人在京好為官」，捐納制度為商人擴充政治資本提供了絕佳選擇。如乾隆朝平遥蔚字票号首任总经理毛鸿，共捐得「将军」、「大夫」衔三十一人。
- 清咸丰、同治两朝因戰爭需求，捐納盛行，与科举、荫封、保举同为仕官的四大途径。
- 清代地方官員初任資格為納捐出身者，乾隆29年為22.4%，道光20年為29.3%，同治10年為51.2%，光緒21年為49.4%[10]。清沈垚的計算，光緒六年正途出身者且不靠納捐實補僅佔20.4%，若加上正途或恩蔭、雜途靠捐納昇官者，或正途出身以捐納得以實補者[11]，總人數比例難以計算。沈垚嘆：「當今錢神為貴，儒術道消」。
- 捐納人數多，缺額少，大多僅能取得候補之銜，難以實補。
- 知名的捐納出身者如岳鍾琪、李衛、王有齡、端方、徐用儀、盛宣懷。

捐例項目包括賑災、河工、軍需、營田、海防等
- 由戶部捐納局統籌捐事。1865年後改為京捐局及各省捐局。

可捐標的有：
- 文職：京師小京官至郎中，外省未入流至道員。
  - 限制：京官吏部、禮部屬官不准捐納。地方則是道員以下方可捐。
- 武職：千總、把總至參將。

現任職官得捐升、改捐、降捐，捐選補各項班次、分發指省、翎銜、封典、加級、紀錄。
降革留任、離任者，原銜、原資、原翎得捐復，坐補原缺。
其他：試俸、歷俸、實授、保舉、試用、離任引見、投供、驗看、迴避得捐免。
平民得捐貢監、封典、職銜。
報捐者稱「官生」，戶部發給證明「執照」。
捐納取得貢生資格，稱「例貢」。
捐納取得監生資格，稱「例監」，國子監要提出貢、監執照。
鄰里要具保，要開具籍貫和清白冊。
須同鄉京官為之具保，謂之「印結」。
候補考績：
- 捐納官分發各部、院學習三年，外省試用一年。期滿，各堂官、督、撫實行甄別奏留，乃得補官。
- 銓補時以捐年較久者為優先。
- 外官分發到省，例由督、撫考試，分別等第，也有不少遭罷黜。
- 嘉慶十一年，大學士、尚書等議定京察事宜：「捐納人員，限以年資，軍機處司員能兼部務者，方列上考，不許濫保充數。」[12]。

## 越南
- 淸乾隆五年，後黎朝景興元年（1740年），許天下入錢粟，量多少授職有差。

## 臺灣
在臺灣可以以錢代刑。
在臺灣，依《中華民國刑法》第四十一條規定，犯最重本刑為五年以下有期徒刑以下之罪（如：竊盜罪、普通傷害罪），而受到六月以下有期徒刑或拘役之判決，且無難收矯正之效或難以維持法秩序者，可以用新臺幣1000元、2000元或3000元折算一日刑期；較嚴重的罪名（如誣告罪、偽證罪等），即使受到六月以下有期徒刑或拘役之判決，也不能易科罰金，僅剩易服社會勞動可用。